# Йоахім Геррманн
Йоахім Геррманн (нім. Joachim Herrmann; 29 жовтня 1928, Берлін, Німеччина — 30 липня 1992, Берлін, Німеччина) — німецький журналіст, головний редактор газети «Neues Deutschland».

## Життєпис
У 1939–1945 роках навчався в середній школі імені Ланґґанса в Берліні.
У 1938–1945 роках перебував у «Дойчес Юнґфольк» і наприкінці Другої світової війни брав участь в заходах протиповітряної оборони.
До 1949 року працював у газетах «Berliner Zeitung» і «Start».
У 1949–1952 роках працював на посаді заступника головного редактора, а в 1954–1960 роках — головного редактора газети «Junge Welt».
У 1952–1961 роках входив до Центральної ради Спілки вільної німецької молоді.
У 1962–1965 роках обіймав посаду головного редактора газети «Berliner Zeitung», до 1971 року — статс-секретаря з питань Західної Німеччини, до 1978 — головного редактора газети «Neues Deutschland».

## Твори
- In Wort und Tat gemeinsam für das Wohl des Volkes . Union-Verlag, Berlin 1987 ISBN 3-372-00266-0
- Gemeinsam für Sozialismus und Frieden: ausgewählte Reden und Aufsätze. Dietz-Verlag, Berlin 1988 ISBN 3-320-01074-3
- Aus dem Bericht des Politbüros an die 8. Tagung des ZK der SED: Berichterstatter: Joachim Herrmann. Dietz-Verlag, Berlin 1989 ISBN 3-320-01444-7